# Kermia eugenei
Kermia eugenei is een slakkensoort uit de familie van de Raphitomidae. De wetenschappelijke naam van de soort is voor het eerst geldig gepubliceerd in 2009 door Kilburn.